# Професионална гимназия по транспорт, обслужване и лека промишленост (Добрич)
Професионална гимназия по транспорт, обслужване и лека промишленост (ПГ по ТОЛП) е професионална гимназия в град Добрич, с профил по транспорт, обслужване и лека промишленост. Тя е с държавно финансиране. Разположена е на адрес: булевард „25-ти септември“ № 47. Общия брой ученици през учебната 2019/2020 г. е 248, записани в 11 паралелки. Директор на училището е инж. Нели Георгиева Петрова.

## История
Училището е създадено през 1969 г., като Средно професионално-техническо училище по автотранспорт с цел подготовка на автомобилни монтьори и професионални шофьори. При откриването учениците са 146, организирани в 4 паралелки.